# Kyung Lah
Kyung I. Lah (tiếng Hàn: 나경; sinh ngày 27 tháng 8 năm 1971) là nhà báo người Mỹ gốc Hàn và phóng viên của CNN.

## Đầu đời và giáo dục
Lah sinh ra ở Seoul, Hàn Quốc và lớn lên ở Streamwood, Illinois, Lah tốt nghiệp năm 1989 tại trường trung học Hoffman Estates ở Hoffman Estates, Illinois. Cô lấy bằng cử nhân về báo chí tại Đại học Illinois tại Urbana-Champaign vào năm 1993. Cô cũng là một tác giả cho tờ báo Daily Illini của trường.

## Sự nghiệp
Lah bắt đầu sự nghiệp vào năm 1993 với tư cách là trợ lý và nhà sản xuất hiện trường tại WBBM-TV ở Chicago. Năm 1994, cô trở thành phóng viên truyền hình của WWMT-TV ở Kalamazoo, Michigan. Năm 1995, cô gia nhập KGTV-TV ở San Diego với tư cách là một phóng viên.
Tháng 1 năm 2000, cô trở lại WBBM-TV với tư cách là một phóng viên truyền hình.
Vào đầu năm 2003, Lah chuyển đến Los Angeles để nhận công việc tại đài truyền hình KNBC-TV ở Los Angeles, nơi cô là phóng viên buổi sáng và là người dẫn chương trình buổi trưa. Tờ Chicago Sun-Times đưa tin vào thời điểm đó rằng Lah đã từ chối "lời đề nghị gia hạn hợp đồng nửa vời" từ WBBM-TV.
Mặc dù nhận được nhiều lời khen ngợi từ ban lãnh đạo, nhưng Lah bị cho là đã bị KNBC-TV ở Los Angeles sa thải vào tháng 3 năm 2005 vì có quan hệ tình cảm với nhà sản xuất là Jeff Soto. Cả hai đều đã kết hôn vào thời điểm đó và chồng của Lah cũng làm việc cho NBC ở khu vực Los Angeles.
Cuối năm 2005, Lah gia nhập CNN Newsource với tư cách là phóng viên tại Washington, D.C.
Vào tháng 11 năm 2007, Lah trở thành phóng viên của CNN tại Tokyo. Một phiên dịch viên tiếng Nhật luôn đi cùng cô. Vào ngày 27 tháng 6 năm 2012, Lah rời chức vụ ở Nhật Bản để nhận một vị trí tại văn phòng CNN ở Los Angeles.

### Tranh cãi
Lah đã viết nhiều về văn hóa Nhật Bản, chuyên về những người đàn ông đã kết hôn với các nhân vật hoạt hình. Kết quả, cô đã bị giới blog Nhật Bản và quốc tế chỉ trích vì tập trung vào những điểm khác thường của Nhật Bản và cho phép thành kiến chủng tộc của mình ảnh hưởng đến những gì cô tường thuật, thay vì những tin tức khó nghe được mong đợi từ cô ấy với tư cách là một phóng viên cho một công ty phát thanh truyền hình quốc tế.